# Nokona feralis
Nokona feralis is een vlinder uit de familie wespvlinders (Sesiidae), onderfamilie Sesiinae.
De wetenschappelijke naam van de soort werd voor het eerst geldig gepubliceerd door Leech in 1889. De soort wordt wel in het ondergeslacht Nokona geplaatst.
Deze soort komt voor in het Palearctisch gebied.